# باز گردن‌سفید
بازگردن‌سفید (نام علمی: Buteogallus lacernulatus) نام یک گونه از سرده سارگپه‌های خروسی است.